# IN THE NAME OF HIPHOP II
『IN THE NAME OF HIPHOP II』（イン・ザ・ネーム・オブ・ヒップホップ・ツー）は、2023年4月12日にリリースされたザ ブルーハーブのMC、the BOSSの2枚目となるオリジナル・アルバムである。
the BOSSのソロ・アルバムとしては2015年発売の『IN THE NAME OF HIPHOP』以来約7年半ぶりとなる作品。初回出荷分にはYotaroがビートを手がけた楽曲「YEARNING Pt.2」を収録した特典CDが付属した。

## 制作
本作はザ ブルーハーブが2019年に発売した2枚組30曲収録のアルバム『THA BLUE HERB』発売後、the BOSSが同じメンバーのO.N.O以外のビートメイカーとも曲を作りたいと思ったのが制作のきっかけだと語っている。しかし、翌年2020年からの新型コロナウイルスの流行で世界が大きく変わったのを受け、O.N.Oと今しか出せない曲を作りたいという意向からザ ブルーハーブとしての作品を制作することとなり、dj hondaとのタッグ作『KINGS CROSS』の制作も挟みつつソロ音源の制作作業を一旦中止した。これらの期間を含めると本作の制作に3年の月日を要している。ソロ活動では共演者、プロデューサー1人1人と関係性を作り、全部話を進めないといけないので、ハードは仕事が故に前作『IN THE NAME OF HIPHOP』をリリース後は簡単にソロアルバムの制作に踏み切れなかったという。
ビートメイカーにはBACHLOGIC、CARREC、DJ WATARAI、grooveman Spot、INGENIOUS DJ MAKINO、Jazadocument、LIBRO、MANTIS、Michita、Mr.BEATS a.k.a. DJ CELORY、NAGMATIC、SHIBUIBEATS、TOSHIKI HAYASHI(%C) が参加。楽曲やアルバムのコンセプトは伝えることなくビートをthe BOSSが依頼し、送られてきた候補の中から選定していった。その結果、本作はビートメーカーの作る曲に大きく引き出されたという。TOSHIKI HAYASHI（%C）は初対面であり、BACHLOGIC、LIBRO、MANTIS、Jazadocument、Yotarは繋がりや面識はあったが、直接共に仕事をするのは初めてとなった。ビートに関してはこだわりを特に求め、アレンジ面でいいのができなくて最後まで行けなかった曲や何度やってもはまらず没になったものもあり、曲作りまでいかなかった相手もいるという。選定にあたり300曲ほどは聴いたという。
客演にはJEVA、Mummy-D、SHINGO★西成、YOU THE ROCK★、ZORNが参加。the BOSSが日頃から一目置いているラッパーであり、タイミングも含めた上で本作への客演が決まった。the BOSSが認める実力者との制作でヒリヒリ感もあったというが、それを作品全般に出さないように心掛けたという。。YOU THE ROCK★の楽曲参加は2021年にYOU THE ROCK★が発売し、ザ ブルーハーブが制作に携わったアルバム『WILL NEVER DIE』の制作時から構想があり、ZORNにはthe BOSS自身が客演参加した2020年にZORNが発売した『新小岩』収録の「Life Story」に続く形で参加してもらいたかったという。東京勢だけでゲストを固めたくなかったthe BOSSは、大阪に行ったら必ず遊ぶ仲であり、スタイルが唯一無二と評するSHINGO★西成にも参加を依頼。関西のスタイルと自身のスタイルを混ぜて曲を昔から作りたいという思いが叶う形となった。JEVAはthe BOSSが昔からファンだったと語り、2017年発表の楽曲「イオン」などが気に入っているという。Mummy-Dとはかつてビーフ関係であったとされているが、2016年の福岡でのイベントでの対面や2020年に写真家のcherry chill will.が設けた居酒屋の席での対面を経て初共演となった。
曲順は一通り楽曲を全て作り終わってから最後に並べ変え決定した。

## 楽曲解説
3曲目の「サウイウモノニワタシハナリタイ」は本作で1番最初にできた楽曲である。2019年発売のザ ブルーハーブのアルバム『THA BLUE HERB』政策後にINGENIOUS DJ MAKINOよりビートが送られてきて、これを気に入ったthe BOSSはすぐさまリリックを書き始めレコーディングを開始した。このビートからソロ・アルバムの構成が芽生えたという。
10曲目のZORNが参加した「LETTER 4 BETTER」はストラグルをテーマとしており、
「俺は塀の中にいる仲間への気持ちを書くから、ZORNには塀の中からの気持ちを書いてくれって。」というthe BOSSのリクエストから制作された。
11曲目のMummy-Dが参加した「STARTING OVER」は2020年に開かれた酒の席の居酒屋に向かう時の気持ちを曲にしたいというthe BOSSの意向から制作され、2人のヴァースが交互に展開されていく文通のような形式な楽曲となった。因縁が噂されていた当時のthe BOSSとMummu-Dの中で起こったことを知ってる人、リアルタイムで体験してきたが既にヒップホップから離れてしまった人にも向けており、ヒップホップから離れがちな当時の人達もこの曲を聴いて再びストーリーが動き出せばいいとthe BOSSは述べている。
15曲目の「YEARNING」は本作で3～4番目に完成した曲で、アルバムの先行曲として発表された。「YEARNING」を先行にしたのはミュージック・ビデオを元旦に発表することを決めていた背景もある。この曲の収録順は最後しか入れる場所がないとして最後に収録された。先行曲をアルバムの最後にするのに抵抗もあったが、リリック的にもアルバムを回収してるとし、ナズのアルバム『Illmatic』で先行シングル「It Ain’t Hard To Tell」が最後に収録されているのも参考にした。

## ミュージック・ビデオ
YEARNING
監督：志真健太郎（BABEL LABEL）
2023年の元旦に公開された。
SOMEDAY feat. SHINGO★西成
監督：KUROFIN
撮影地はSHINGO★西成の地元の大阪府西成区である。
STARTING OVER feat. Mummy-D
監督：IKUO YAMAMOTO (PHENEXT)
発売後に公開された。
DEAR SPROUT feat. YOU THE ROCK★
監督：白石剛浩
発売後の2023年5月5日(こどもの日)に公開された。tha BOSSとYOU THE ROCK★が保育士に扮して出演している。
LETTER 4 BETTER feat. ZORN
監督：飛沫
発売後に公開された。ミュージック・ビデオの監督はthe BOSSが客演で参加したZORNの楽曲「LIFE STORY feat. ILL-BOSSTINO」のミュージック・ビデオの映像も手掛けた飛沫が務めている。

## 記録
2023年4月24日付のオリコン週間デジタルアルバムランキングでは8位を記録した。
2023年4月19日公開のBillboard Japan Download Albumsでは初登場7位を記録した。同日付のBillboard Japan Hot Albumsでは初登場9位を記録した。

## 収録曲
| #   | タイトル                            | 作詞 | 作曲                      | 時間 |
| --- | ----------------------------------- | ---- | ------------------------- | ---- |
| 1.  | 「HOLD ON」                         |      | CARREC                    | 3:59 |
| 2.  | 「THAT'S WHEN」                     |      | BACHLOGIC                 | 3:50 |
| 3.  | 「サウイフモノニワタシハナリタイ」  |      | INGENIOUS DJ MAKINO       | 5:12 |
| 4.  | 「STARS feat. JEVA」                |      | LIBRO                     | 5:38 |
| 5.  | 「SOMEDAY feat. SHINGO★西成」       |      | MANTIS                    | 5:20 |
| 6.  | 「S.A.P.P.O.R.A.W. Pt.2」           |      | NAGMATIC                  | 5:19 |
| 7.  | 「MUSIC IS THE ANSWER」             |      | grooveman Spot            | 4:20 |
| 8.  | 「DEAR SPROUT feat. YOU THE ROCK★」 |      | TOSHIKI HAYASHI(%C)       | 5:27 |
| 9.  | 「THE WORLD IS YOURS」              |      | SHIBUIBEATS               | 5:53 |
| 10. | 「LETTER 4 BETTER feat. ZORN」      |      | BACHLOGIC                 | 5:10 |
| 11. | 「STARTING OVER feat. Mummy-D」     |      | INGENIOUS DJ MAKINO       | 5:08 |
| 12. | 「POETIC JUSTICE」                  |      | DJ WATARAI                | 5:03 |
| 13. | 「AROUND TOMORROW」                 |      | Michita                   | 6:48 |
| 14. | 「SAY GOODBYE HEARTACHE」           |      | Jazadocument              | 4:58 |
| 15. | 「YEARNING」                        |      | Mr.BEATS a.k.a. DJ CELORY | 5:03 |

## チャート
| チャート                                    | 最高順位 | 出典   |
| ------------------------------------------- | -------- | ------ |
| オリコン 週間アルバムランキング             | 19       | [ 21 ] |
| オリコン 週間デジタルアルバムランキング     | 8        | [ 18 ] |
| オリコン 合算アルバムランキング             | 23       | [ 22 ] |
| オリコン 週間インディーズアルバムランキング | 1        | [ 23 ] |
| オリコン 週間DANCE & SOULアルバムランキング | 1        | [ 24 ] |
| Billboard Japan Hot Albums                  | 9        | [ 25 ] |
| Billboard Japan Top Albums Sales            | 17       | [ 26 ] |
| Billboard Japan Download Albums             | 7        | [ 27 ] |